# Live Tomorrow
Live Tomorrow är en singel av svenska sångerskan Laleh från hennes självbetitlade debutalbum som släpptes den 23 augusti 2005. Hon skrev och producerade låten helt själv. Låten blev en succé i Sverige och hamnade på första plats på Trackslistan där den blev årets tredje största hit.
Hon skrev och producerade sången själv, och den nominerades till "Årets låt" på P3 Guld-galan för 2005.
I den andra omgången av TV4:s programserie Så mycket bättre tolkades låten av Lena Philipsson.

## Listplaceringar
| Lista (2005–2006) | Topplacering |
| ----------------- | ------------ |
| Danmark           | 11           |
| Sverige           | 20           |

### Fotnoter
1. ↑  ”P3 Guld, Årets låt 2005 - Nomineringar”. sr.se. Arkiverad från originalet den 28 april 2007. https://web.archive.org/web/20070428133840/http://www.sr.se/cgi-bin/p3/programsidor/artikel.asp?ProgramID=2450&Artikel=749690.
2. ↑  ”Listplacering”. Arkiverad från originalet den 9 mars 2012. https://web.archive.org/web/20120309053748/http://danishcharts.com/showitem.asp?interpret=Laleh&titel=Live%20Tomorrow&cat=s. Läst 21 januari 2012.
3. ↑  ”Listplacering”. http://hitparad.se/showitem.asp?interpret=Laleh&titel=Live+Tomorrow&cat=s. Läst 21 januari 2012.